# Indiaanse muziek

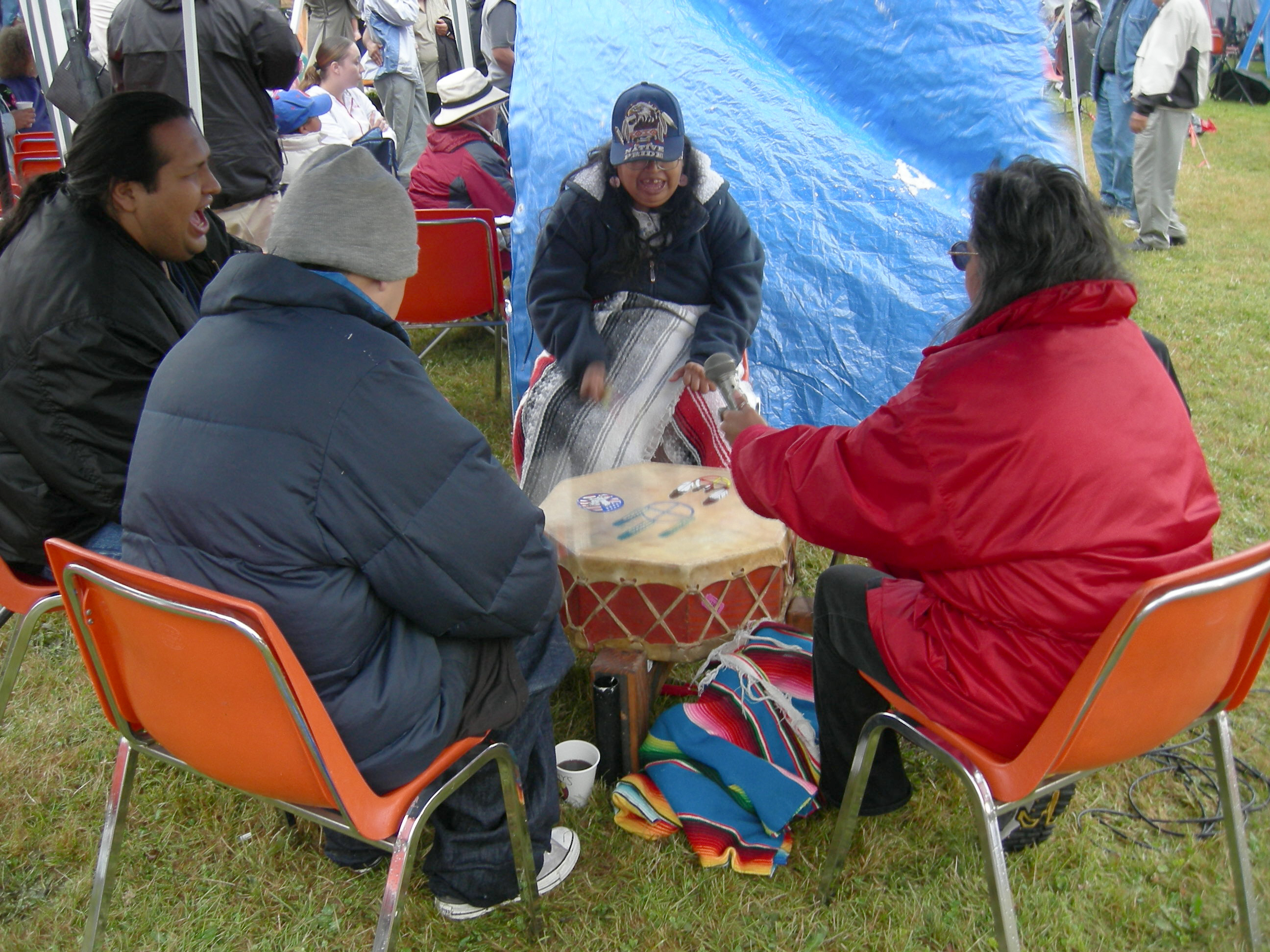
Indianen musiceren op een powwow

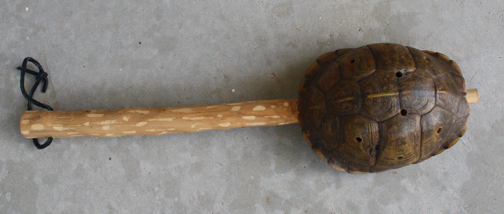
Rammelaar zoals Cherokee-indianen gebruiken, gemaakt van schildpadschild

Indiaanse muziek wordt onderscheiden in muziek van de indianen van Noord-, Midden- en Zuid-Amerika. Zowel de muziek van de Inuit in Alaska als de muziek die in Peru klinkt wordt hier dus onder gerekend. Een gemeenschappelijk kenmerk is dat de basis wordt gevormd door vocale muziek, trommels en soms fluiten. Puur instrumentale muziek komt minder voor dan vocale. Ook het gebruikte instrumentarium is beperkt.

## Kenmerken
De indiaanse liederen zijn meestal eenstemmige gemeenschapszangen en dansen. De gezangen hebben vaak een magische of spirituele inslag of achtergrond. De dansen behoren tot de oude volksmuziek en zijn eerder verwant aan de Europese dan aan de Afrikaanse muziek.
Het instrumentarium omvat onder andere ratels, rammelaars en schrapers die bij magische rituelen worden gebruikt, en trommels (doorgaans veltrommels die alleen met stokken worden beslagen). Aan melodisch instrumentarium worden doorgaans alleen fluiten gebruikt, die flageolet-achtig (boventoonrijk) klinken. Af en toe worden strijkinstrumenten, zoals een indiaans soort viool gebruikt.

## Geschiedenis
De oude indiaanse muziek uit de oude culturen kan alleen via archeologische vondsten en overgeleverde berichten worden gereconstrueerd. In de eredienst stond die muziek in elk geval op een belangrijke trap, en er moeten veel diverse instrumenten gehanteerd zijn, zoals vondsten van verschillende vormen en maten trommels en spleettrommels, fluiten (en dubbelfluiten), hoorns, trompetten (ook dierhoorns) en schelpen aantonen.
De huidige indiaanse muziek uit de gebieden van de vroegere indiaanse volkeren laat - voor zover ze niet veramerikaanst is - nog elementen zien uit die oude tijd. Ze heeft rijke melodieën en een grote verscheidenheid aan vormen. In het gebied van de Inca-cultuur is de pentatoniek overheersend en halvetoonafstanden komen bijna niet voor.

## Trommelmuziek van Noord-Amerikaanse indianen

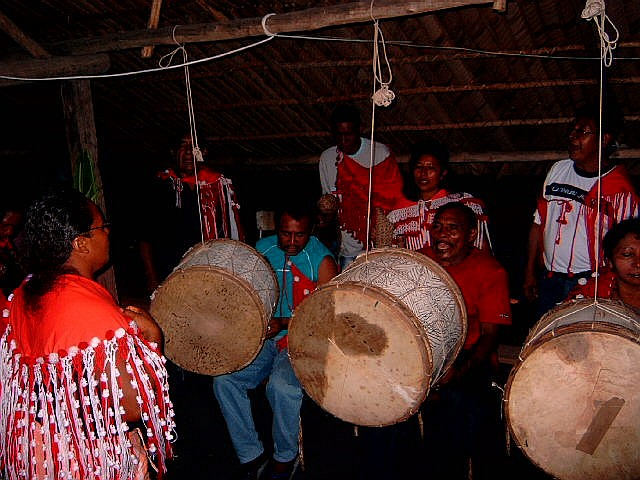
Karaïben met sambura-trommels in Suriname.

In de Noord-Amerikaanse indiaanse muziek worden diverse trommelmuzieksoorten gebruikt, waaronder:
- de Kokopelli Drum (of Joybringer Drum), genoemd naar de mythologische Kokopelli, die symbool stond voor mannelijke energie, vruchtbaarheid en geluk. De combinatie van deze trommelmuziek met fluitmuziek werd als gebed gebruikt voor een voorspoedig leven.
- de Deer Dance Drum, de hertendans, die de band tussen mens en dier symboliseert.
- de Eagle Drum, een trommel die gerelateerd is aan het symbool van de adelaar, dat macht, kracht, moed en wijsheid verbeeldt. De adelaar kan vanuit de lucht alle windstreken overzien, en heeft goddelijke eigenschappen.
- de Biting Bear Drum, de beer symboliseert kracht en bescherming en is bewaker van Moeder Aarde en de Schepping.
- de Dance of the Serpents Drum, de slang als watersymbool wordt uitgebeeld, omgeven door bliksem en donder. De dans is wervelend en wordt gezien als schepper van de landmassa's.
- de Keeper Drum, een dans in het teken van de haas, als beschermheer van alle bewoonde plaatsen op aarde[2]

## Powwow
In heel Noord-Amerika worden bijna op alle reservaten en in grote steden regelmatig powwows georganiseerd. Op een powwow, een dans- en zangfeest, wordt indiaanse muziek in zowel zeer traditionele als meer moderne, gecommercialiseerde vorm ten tonele gevoerd. Powwows variëren van kleine gelegenheden in een dorpje, ergens achteraf in een reservaat, tot grote shows, ook voor toeristen, in bijvoorbeeld een sporthal. Het belang van de powwows is dat indiaanse cultuur wordt geconserveerd en kan worden doorgegeven en aangevuld. Zo worden door powwows ook oude tradities met nieuwe muziekstromingen vermengd.